# 奥雷尔·齐克莱亚努
奥雷尔·齐克莱亚努（羅馬尼亞語：Aurel Țicleanu，1959年1月20日—），罗马尼亚男子足球运动员，司职中场。他曾代表罗马尼亚国家队参加1984年欧洲足球锦标赛，结果队伍止步小组赛阶段。